# Goobies
Goobies is een dorp en local service district in de Canadese provincie Newfoundland en Labrador. De plaats bevindt zich in het oosten van het eiland Newfoundland en heeft vooral belang als stopplaats aan de Trans-Canada Highway.

## Geschiedenis
De locatie lag aan de voormalige Newfoundland Railway en had zeker sinds 1920 een treinstation. In 1965 werd de Trans-Canada Highway (TCH) afgewerkt, waarop enkele jaren later het personenvervoer op de spoorlijn definitief werd stilgezet.
In 1985 kregen de inwoners van Goobies voor het eerst beperkt lokaal bestuur doordat de plaats een local service district werd.

## Geografie
Goobies ligt in het oosten van Newfoundland op zo'n 25 km ten zuiden van Clarenville. De plaats bevindt zich aan de splitsing van de Trans-Canada Highway (Route 1) en de verbindingsweg die leidt naar het schiereiland Burin (Route 210). Vanwege die strategische ligging bevinden zich er enkele faciliteiten voor reizigers, met name drie tankstations die elk een bijhorende winkel en een eet- en drankgelegenheid hebben. Er bevindt zich ook een halte van de trans-Newfoundlandse busmaatschappij DRL Coachlines.
De eigenlijke dorpskern bevindt zich een kilometer ten westen van de TCH en bestaat uit de buurten Goobies, Goobies Siding en Goobies Station. Deze vergroeide buurten liggen parallel aan de TCH, langs de voormalige spoorwegbedding. Deze is omgevormd tot een langeafstandspad dat bekendstaat als de Newfoundland T'Railway. Aan de rand van het dorp stroomt ook een klein riviertje, namelijk de Come By Chance River. Ten westen van de dorpskern, aan de oevers van Butt Pond, liggen enkele tientallen vakantiewoningen.
De dichtstbij gelegen plaatsen in rijafstand zijn, in iedere richting, North West Brook (10 km noordwaarts), Sunnyside (13 km zuidwaarts) en Black River (17 km) westwaarts.

## Demografie
De designated place Goobies ligt op de grens van drie censusdivisies, met name Divisie Nr. 1, Divisie Nr. 2 en Divisie Nr. 7. Het gedeelte van Goobies dat in Divisie Nr. 7 valt telt echter geen inwoners.
| Demografische ontwikkeling van Goobies tussen 1991 en 2021      |
| --------------------------------------------------------------- |
|                                                                 |
| Bron: Statistics Canada (1991–1996, 2001–2006, 2011–2016, 2021) |